# Henrique de Speyer
Henrique de Speyer ou Henrique de Franconia (971 - c. 995) foi Conde de Speyer, da Dinastia saliana e o filho mais velho de Otão da Caríntia e o irmão do Papa Gregório V. Encontra-se enterrado na Catedral de Worms juntamente com sua filha Judith.

## Relações familiares
Foi filho de Otão da Caríntia (950 - 1005) e Judith da Baviera. Casou-se cerca de 988 com Adelaide de Metz, filha do Conde Richard Metz (? - 972) e de Eadiva, de quem teve:
1. Conrado II, Sacro Imperador Romano-Germânico (c. 990 - Utrecht, 4 de Junho de 1039) casado com Gisela da Suábia (11 de Novembro de 999 - Suábia 14 de Fevereiro de 1042) filha de Hermano II da Suábia[2] , duque da Suábia e de Gerberga de Borgonha.
2. Judith.

## Bibliografa
- Hansmartin Decker-Hauff: Der Öhringer Stiftungsbrief. In: Württembergisch Franken. Band 41 (Neue Folge 31), Historischer Verein für Württembergisch Franken, Schwäbisch Hall 1957, S. 17–31.